# 薄叶楼梯草
薄叶楼梯草（学名：Elatostema tenuifolium）是荨麻科楼梯草属的植物，是中国的特有植物。分布在中国大陆的广西、云南、贵州等地，生长于海拔1,000米的地区，一般生于山地林中石上，目前尚未由人工引种栽培。